# Ermberg
Koordinaten: 50° 22′ 7″ N, 6° 30′ 52″ O

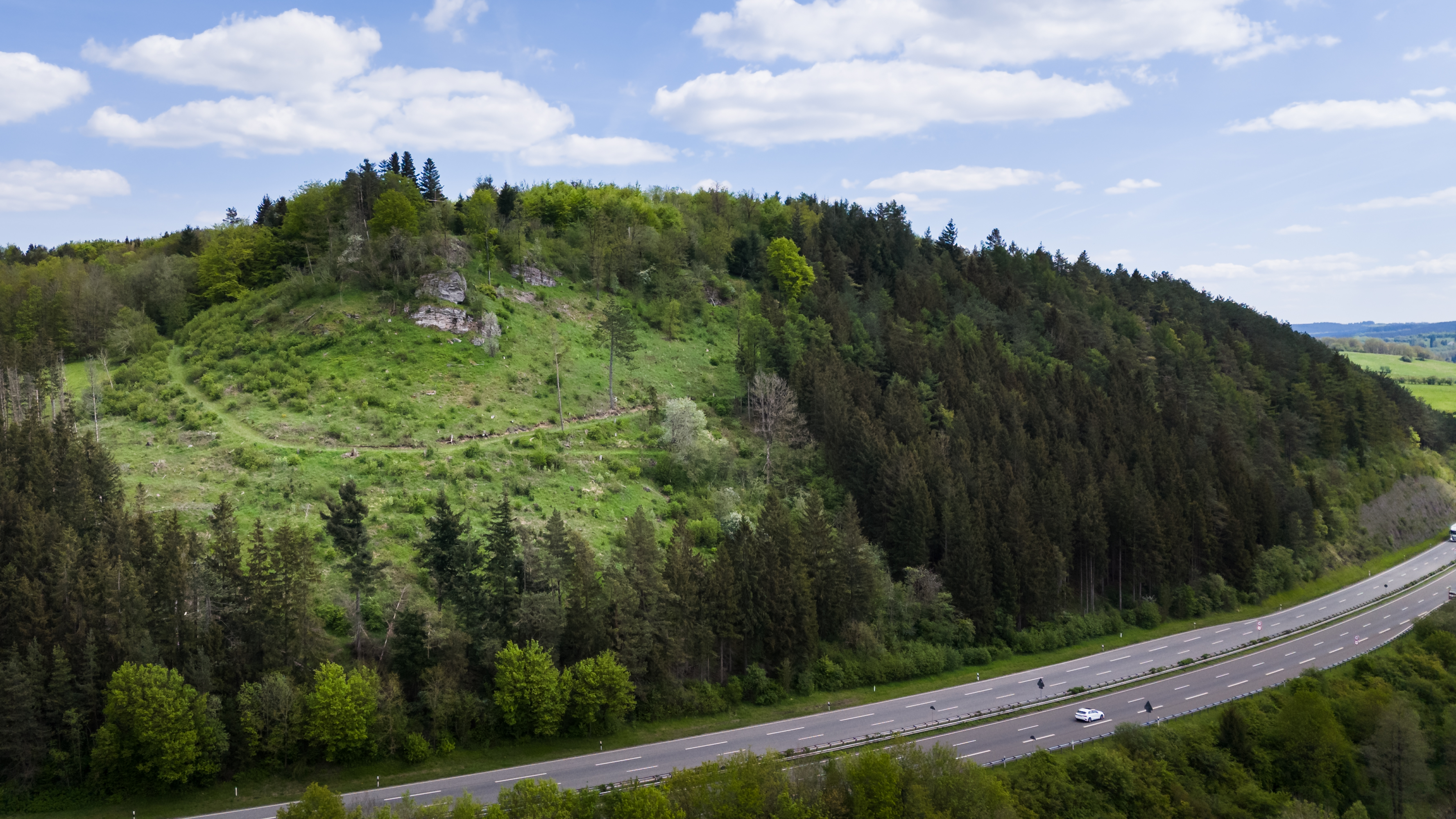
Blick auf den Ermberg von Westen über die B51

Das Naturschutzgebiet Ermberg liegt auf dem Gebiet der Gemeinde Dahlem im Kreis Euskirchen in Nordrhein-Westfalen.
Das Gebiet erstreckt sich südwestlich des Kernortes Dahlem und östlich von Baasem, einem Ortsteil der Gemeinde Dahlem. Am westlichen Rand des Gebietes verläuft die B 51, östlich die Landesstraße L 110 und südlich die B 421. Südöstlich verläuft die Landesgrenze zu Rheinland-Pfalz.

## Bedeutung
Das etwa 72,6 ha große Gebiet wurde im Jahr 2001 unter der Schlüsselnummer EU-086 unter Naturschutz gestellt. Schutzziele sind
- die Förderung und Erhaltung der stark zurückgedrängten, gefährdeten Lebensgemeinschaft „Kalktrift“ als Lebensraum Kalkmagerrasen für viele spezialisierte Pflanzen- und Tierarten, außerdem aus Gründen der Seltenheit, der besonderen Eigenart und Schönheit dieses Landschaftsbestandteiles und
- die Erhaltung der extensiven Grünlandnutzung und Pflege und Schutz vor Beweidungsschäden der vorhandenen Hecken.[2]